# Greatest Hits: Souvenir Edition
Greatest Hits: Souvenir Edition − album składający się z największych przebojów portorykańskiego piosenkarza Ricky’ego Martina; szósta z kolei kompilacja artysty. Krążek wydano 12 kwietnia 2013 roku wyłącznie z przeznaczeniem obrotu na australijskim i nowozelandzkim rynku muzycznym. Na płycie znalazły się takie przeboje Martina, jak „The Cup of Life”, „Livin’ la Vida Loca”, „She Bangs”, „Nobody Wants to Be Lonely” i „The Best Thing About Me Is You”. Wokalista promował album podczas swojej trasy koncertowej, Australian Tour 2013, w październiku '13.
Greatest Hits: Souvenir Edition zajął drugą pozycję w notowaniu ARIA Top 100 Album Chart oraz dwudziestą na liście RIANZ Top 40 Albums. W Australii krążek wyróżniono certyfikatem złota za sprzedaż ponad trzydziestu pięciu tysięcy egzemplarzy.

## Daty wydania
| Region                   | Data             | Format  | Wytwórnia            | Katalog       |
| ------------------------ | ---------------- | ------- | -------------------- | ------------- |
| Australia, Nowa Zelandia | 12 kwietnia 2013 | CD, DVD | Sony Music Australia | 888837 179423 |